# Ikuo Takahara
Ikuo Takahara (jap. 高原 郁夫 Takahara Ikuo; ur. 14 października 1957) – były japoński piłkarz, reprezentant kraju.

## Kariera klubowa
Od 1976 do 1981 roku występował w klubie Mitsubishi Motors.

## Kariera reprezentacyjna
W reprezentacji Japonii zadebiutował w 1980. W sumie w reprezentacji wystąpił w 4 spotkaniach.

## Statystyki
| Reprezentacja Japonii | Reprezentacja Japonii | Reprezentacja Japonii |
| Rok                   | Mecze                 | Gole                  |
| --------------------- | --------------------- | --------------------- |
| 1980                  | 4                     | 2                     |
| Razem                 | 4                     | 2                     |